# Provincia de Çanakkale
Çanakkale es una de las 81 provincias de Turquía. Se trata de una provincia situada en ambas márgenes (europea y asiática) del estrecho de los Dardanelos (Çanakkale bogazi), que separa el mar Egeo del mar de Mármara. La península de Galípoli, famosa por las feroces batallas que allí se desarrollaron durante la Primera Guerra Mundial, conforma la parte europea de la provincia, mientras la parte asiática corresponde, aproximadamente, a la antigua Tróade; están también las islas de Imbros y Ténedos.
- Superficie: 9887 km²;
- Población (2000): 464 975; (2012): 493 691
- Densidad de población: 47,03 hab./km²;
- Capital: Çanakkale
  - Población (2000): 75 810

## Subdivisión administrativa

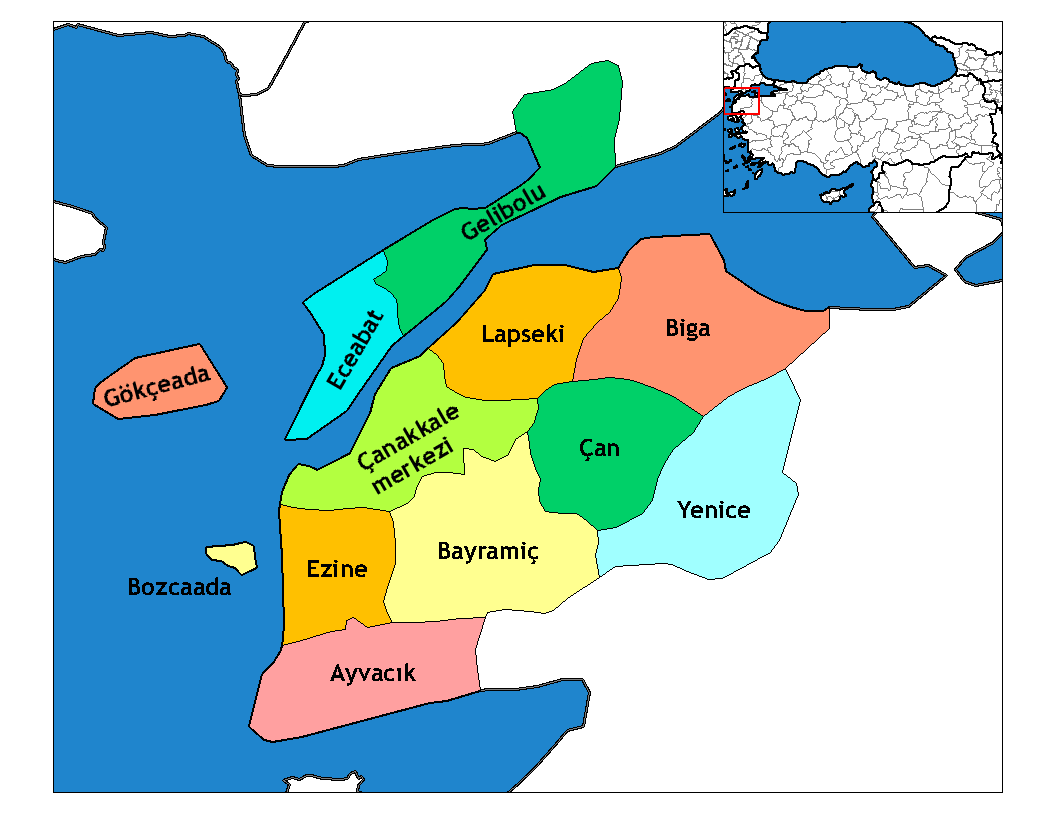
Distritos de la provincia de Çanakkale

La provincia está dividida en 12 distritos o (ilçeler):
- Çanakkale (centro)
- Ayvacık
- Bayramiç
- Biga
- Çan
- Eceabat
- Ezine
- Gallipoli
- Imbros / Gokçeada
- Lapseki
- Tenedos / Bozcaada
- Yenice

Forman parte de la provincia 34 municipios y 568 poblaciones.